# マティアス・モローニ
マティアス・モローニ（Matías Moroni、1991年3月29日 - ）は、プレミアシップニューカッスル・ファルコンズに所属するラグビー選手。

## プロフィール
- アルゼンチン・ブエノスアイレス出身。
- ポジションはウィング(WTB)、センター(CTB)。
- 身長 185cm、体重 92kg
- U20アルゼンチン代表に選ばれたことがある[1]。
- アルゼンチン代表キャップは47（2020年5月現在）でワールドカップ2015・2019のアルゼンチン代表に選ばれた[2]。
- 7人制アルゼンチン代表に選ばれたことがある。

## 略歴
パンパスXVを経て、2016年、ハグアレスに加入。
2020年、レスター・タイガースに加入。 
2022年、ニューカッスル・ファルコンズに加入。